# Giovan Francesco Pugliese
Giovan Francesco Pugliese (Cirò, 27 dicembre 1789 – Cirò, 11 gennaio 1855) è stato un economista, storico e giurista italiano.
Fu esponente di quella classe di intellettuali tra i più illuminati del Regno delle Due Sicilie, nella scia di personalità come Giuseppe Maria Galanti o David Winspeare. Grazie alle sue cronache fondate sulla tradizione popolare, nell'aprile-maggio del 1924, durante i lavori di bonifica a Punta Alice, a Cirò, sulla costa dell'alto Jonio calabrese, furono scoperti da Paolo Orsi i ruderi del tempio di Apollo Aleo.

## Biografia
Nasce a Cirò il 27 dicembre 1789 da Gaetano Pugliese, medico, e Laura Vergi. All'età di 19 anni si trasferisce a Napoli, dove si laurea in Giurisprudenza, ed in seguito ritorna a Cirò per difendersi dalle accuse di un suo concittadino il quale pretendeva un risarcimento danni in derrate alimentari. Si sposa con Lucrezia Mauro con la quale ha un figlio, Emilio.
Nel 1826 pubblica a Napoli il Compendio delle attribuzioni dei Giudicati Regj, un agile manualetto destinato agli addetti ai lavori, nel quale il Pugliese riporta osservazioni e note a leggi, norme e rescritti dell'epoca, oltre a specificare le attribuzioni dei regi giudici. In chiusura di libro l'autore acclude una lettera, datata 9 settembre 1826 e non priva di profondi accenti paterni al figlio Emilio, allora studente a Napoli.
Il 18 ottobre 1839 viene nominato dal re Ferdinando II Socio della Società Economica della Provincia della Calabria Ultra.
Nel 1841 è socio dell'Accademia Colombaria Fiorentina.
Nel 1849, dopo un pluridecennale lavoro, cosa che si evince da una lettera al figlio Emilio, pubblica in Napoli l'opera in due volumi Descrizione ed istorica narrazione dell'origine e vicende politico-economiche di Cirò in provincia di Calabria ultra 2a, che ebbe anche un'importante fortuna editoriale al di fuori della Calabria ed in particolare nelle Marche e nello Stato Pontificio. Fu esperto in studi giuridici, filologici, filosofici, nel diritto feudale e nel diritto delle Universitas, nonché esperto di agronomia. Per sette anni fece parte dell'Amministrazione della giustizia come supplente al giudice regio nel circondario di Cirò.
Nel 1852 è membro dell'Accademia florimontana degli invogliati di Monteleone, colonia dell'Arcadia di Roma,  nonché Socio corrispondente della Società Economica della Provincia della Calabria Ultra II.
Morì a Cirò l'11 gennaio 1855 all'età di 65 anni.

## Opere
- Descrizione ed istorica narrazione dell'origine, e vicende politico-economiche di Cirò, in provincia di Calabria ultra 2a, e sua statistica esposizione, seguita da un cenno per le comuni di Crucoli e Melissa, componenti il circondario civile dello stesso Cirò, Napoli, Stamperia del Fibreno, 1849 (riedito da Brenner, Cosenza, 1983-2003).
- Compendio sulle attribuzioni dei Giudicati Regj, Napoli, Pasquale Tizzano, 1826